# Mărișel
Mărișel (deutsch Marisel, ungarisch Havasnagyfalu) ist eine Gemeinde im Kreis Cluj in der Region Siebenbürgen in Rumänien.